# 2011 au Canada
Pour un article plus général, voir Chronologie du Canada.
Cet article traite des événements qui se sont produits durant l'année 2011 au Canada.

## Gouvernements
Exécutif :
- Monarque - Élisabeth II
- Gouverneur général - David Johnston
- Commissaire du Nunavut - Edna Elias
- Commissaire des Territoires du Nord-Ouest - George Tuccaro
- Commissaire du Yukon - Doug Phillips
- Lieutenant-gouverneur de l'Alberta - Donald Ethell (en)
- Lieutenant-gouverneur de la Colombie-Britannique - Steven Point
- Lieutenant-gouverneur de l'Ontario - David Onley
- Lieutenant-gouverneur de l'Île-du-Prince-Édouard - Barbara Hagerman puis Frank Lewis
- Lieutenant-gouverneur du Manitoba - Philip Lee
- Lieutenant-gouverneur du Nouveau-Brunswick - Graydon Nicholas
- Lieutenant-gouverneur de Nouvelle-Écosse - Mayann Francis
- Lieutenant-gouverneur du Québec - Pierre Duchesne
- Lieutenant-gouverneur de la Saskatchewan - Gordon Barnhart
- Lieutenant-gouverneur de Terre-Neuve-et-Labrador - John Crosbie

Législatif :
- Premier ministre du Canada - Stephen Harper
- Premier ministre de l'Alberta - Ed Stelmach puis Alison Redford
- Premier ministre de la Colombie-Britannique - Gordon Campbell puis Christy Clark
- Premier ministre du Manitoba - Greg Selinger
- Premier ministre du Nouveau-Brunswick - David Alward
- Premier ministre de Terre-Neuve-et-Labrador - Kathy Dunderdale
- Premier ministre de la Nouvelle-Écosse - Darrell Dexter
- Premier ministre de l'Ontario - Dalton McGuinty
- Premier ministre de l'Île-du-Prince-Édouard - Robert Ghiz
- Premier ministre du Québec - Jean Charest
- Premier ministre de la Saskatchewan - Brad Wall
- Premier ministre des Territoires du Nord-Ouest - Floyd Roland puis Bob McLeod
- Premier ministre du Nunavut - Eva Aariak
- Premier ministre du Yukon - Dennis Fentie puis Darrell Pasloski

## Évènements

### Janvier 2011
- Mercredi 12 janvier, Ontario : un chasse-neige est poursuivi par la police de Toronto. Il avait été volé. Il est impliqué dans un accident avec plusieurs voitures. Un officier de police de Toronto, le sergent Ryan Russell est décédé et le voleur est à l'hôpital, blessé[1].
- Mardi 18 janvier, Ontario : environ 12,000 personnes incluant plusieurs membres de la police provinciale de l'Ontario et la police de la Gendarmerie royale du Canada sont réunis au Palais des congrès du Toronto métropolitain pour les funérailles du Sergent Ryan Russell[2],[3].
- Vendredi 21 janvier : l'électricité de plusieurs centaines de personnes est coupée après la tempête d'hiver qui a frappé les provinces maritimes[4].
- Lundi 24 janvier 2011, Alberta : l'ancien député libéral albertain Dave Taylor annonce qu'il va se joindre au Parti albertain, devenant le premier député du parti.
- mardi 25 janvier, Alberta : le premier ministre de l'Alberta Ed Stelmach annonce qu'il ne sera pas candidat à sa réélection[5].

### Février 2011
- Mardi 1er février, Colombie-Britannique : une réclamation de la Colombie-Britannique par a la compensation des travailleurs a résulté par la SPCA et le RCMP a ouvrir une investigation sur le massacre d'environ 100 chiens de traineaux au service aventurier de Whistler.
- Mardi 8 février 2011, Québec : près de 1500 avocats gouvernementaux, procureurs de la couronne, sont en grève au Québec, affirmant être surchargé de travail et sous-payés[6].
- Mardi 15 février, Terre-Neuve-et-Labrador : le candidat du Parti progressiste-conservateur Vaughn Granter (en) remporte la victoire de l'élection partielle de Humber-Ouest (en) avec 2109 votes et 63 % du vote contre Mark Watton du Parti libéral avec 1097 votes et 33 % du vote et Rosie Myers du NPD avec 112 votes et 3 % du vote[7].
- Samedi 19 février, Ontario : une explosion provoque la rupture de la Pipeline Tranc Canada (en) à Beardmore, entraînant l'évacuation temporaire de la population[8].
- 20 février : Classique héritage de la LNH au Stade McMahon à Calgary
- Dimanche 27 février : le premier ministre fédéral, Stephen Harper, annonce que le Canada va mettre en place des sanctions supplémentaires contre la Libye en plus des sanctions déjà annoncées par les Nations unies incluant le gel des avoirs et l'abolition des transactions avec le gouvernement libyen[9],[10].

### Mars 2011
- Mercredi 2 mars
  - Colombie-Britannique : une tempête de vent, sur la côté de Lower Mainland en Colombie-Britannique amène des bourrasques allant jusqu'à 140 kilomètres à l'heure causant la coupure de l'électricité aux 55, 000 résidents[11].
  - Le NCSM Charlottetown (FFH 339), avec l'évacuation des 240 équipages vapeur de Libye aux assistances humanitaires[12].
- Lundi 14 mars, Colombie-Britannique : Christy Clark est assermentée première ministre de la Colombie-Britannique, après avoir gagné son élection à la chefferie libérale (en). La Colombie-Britannique devient la première province avec deux femmes premières ministres, et pour la première fois dans l'histoire canadienne, trois provinces ou territoires ont simultanément des femmes premières ministre (Jusqu'en Octobre)[13].
- Samedi 19 mars : le premier ministre Stephen Harper, le Ministre des Affaires étrangères Lawrence Cannon et le général chef d'État-Major de la Défense Walt Natynczyk rencontrent à Paris les chefs de la France, du Royaume-Uni, de la ligue arabe et de l'Organisation des Nations unies pour évoquer la révolte libyenne[14].
- Jeudi 25 mars : le gouvernement conservateur de Stephen Harper est défait par l'opposition lors d'un vote de non confiance pour outrage au parlement[15].

### Avril 2011
- Lundi 11 avril, Colombie-Britannique : la première ministre Christy Clark annonce sa candidature dans la circonscription de Vancouver-Point-Grey[16].
- Mardi 12 avril : les chefs des partis fédéraux pour le débat en anglais.
- Mercredi 13 avril : les chefs des partis fédéraux pour le débat en français.
- Jeudi 14 avril, Colombie-Britannique : Christy Clark annonce l'élection partielle de Vancouver-Point-Grey pour le 11 mai[17].
- Vendredi 15 avril : Liu Qian, une chinoise dans une échange étudiante à l'université York est retrouvée assassinée et dévêtue dans son appartement[18],[19].
- Mercredi 27 avril, Yukon : le premier ministre Dennis Fentie annonce son retrait de la vie politique[20].

### Mai 2011
- Lundi 2 mai : la 41e élection fédérale est tenue avec le Parti conservateur qui remporte un gouvernement majoritaire, le NPD formera l'Opposition officielle pour la première fois et la chef du Parti vert Elizabeth May gagne le premier siège dans l'histoire de son parti dans le parlement canadien.
- Mercredi 11 mai, Colombie-Britannique : la candidate et première ministre Christy Clark du Parti libéral remporte la victoire de l'élection partielle de Vancouver-Point-Grey avec 7371 votes et 48 % du vote contre David Eby du NPD avec 6776 votes et 44 % du vote, Françoise Raunet du Parti vert avec 511 votes et 3 % du vote, Danielle Alie du CB Première avec 369 votes et 2 % du vote et les deux candidats indépendants William Gibbens avec 27 votes et 0 % du vote et Eddie Petrossian avec 14 votes et 0 % du vote[21].
- Du 15 et 16 mai, Alberta : des feux violent détruise une grande section de Slave Lake forçant 7,000 résidents d'être évacués[22].
- Samedi 28 mai : Darrell Pasloski devient le nouveau chef du Parti du Yukon[23]

### Juin 2011
- Jeudi 2 juin : les travailleurs de Postes Canada ont entamé une grève rotative à travers la province après que les négociations contractuelles ont échoué[24].
- Lundi 6 juin : 120e anniversaire de la mort de John A. Macdonald.
- Samedi 11 juin : Darrell Pasloski est assermenté premier ministre du Yukon, après avoir gagné sa course à la chefferie du Parti du Yukon le 28 mai[25].
- Mercredi 15 juin :
  - Postes Canada déclare une grève patronale à ses employés lors de la dispute du travail (en)[26].
  - Une émeute éclate dans le centre-ville de Vancouver après que les Canucks de Vancouver perdant la 7e partie en finale de la coupe Stanley contre les Bruins de Boston[27].

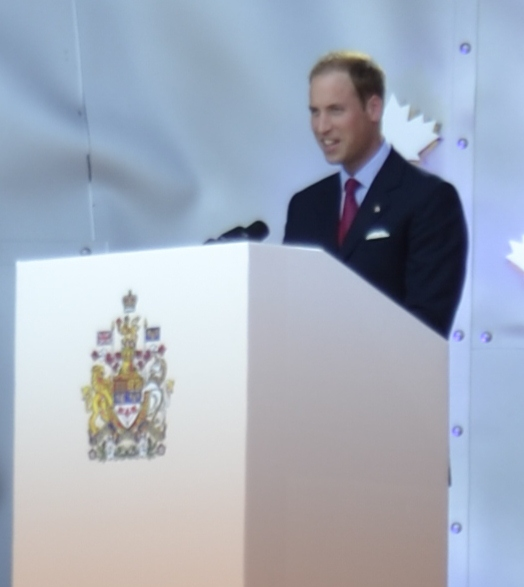
Le Duc de Cambridge parle au festival de la fête du Canada à Ottawa.

- Mardi 21 juin : à la suite de la fusion-acquisition de leurs services parents des États-Unis en 2010, le fournisseur de la radio satellite (en) Sirius Canada (en) et XM Radio Canada (en) ont complété leur propre fusion-acquisition de Sirius XM Canada (en)[28].
- jeudi 30 juin : le Prince William, duc de Cambridge et la Princesse Catherine Middleton, duchesse de Cambridge font leurs débuts du voyage du Tour du Canada (en).

### Juillet 2011
- Mercredi 6 juillet : le député yukonnais de Porter Creek Centre, Archie Lang, annonce son retrait de la vie politique.
- Jeudi 7 juillet :
  - le Canada met fin à sa mission de combat en Afghanistan. Le commandement de la région de Kandahar a été transféré aux États-Unis;
  - le Prince William, duc de Cambridge et la Princesse Catherine Middleton, duchesse de Cambridge font leur fin du voyage de la Tour du Canada (en).
- Dimanche 10 juillet : départ du NCSM Vancouver de la base des Forces canadiennes Esquimalt pour la mer Méditerranée afin de relever le NCSM Charlottetown dans le cadre de l'opération Mobile en Libye[29].
- 24 juillet : Coupe du monde de marathon FINA de nage en eau libre au lac Saint-Jean
- Lundi 25 juillet : le Chef de l'opposition officielle, Jack Layton prend un congé maladie et la députée de Hull—Aylmer Nycole Turmel est désignée chef intérimaire du Nouveau Parti démocratique.

### Août 2011
- 13 août : Coupe du monde de marathon FINA de nage en eau libre au lac Mégantic
- Mardi 16 août : le ministre de la Défense nationale, Peter MacKay, annonce le rétablissement des désignations traditionnelles des éléments des Forces canadiennes. Ainsi, le Commandement aérien devient l'Aviation royale du Canada, le Commandement maritime devient la Marine royale canadienne et le Commandement de la Force terrestre devient l'Armée de terre canadienne[30].
- Jeudi 18 août
  - Le NCSM Vancouver relève le NCSM Charlottetown dans la mer Méditerranée dans le cadre de l'opération Mobile en Libye[31].
  - L'escadre aérienne de la Force opérationnelle interarmées en Afghanistan basée à Kandahar met fin à ses opérations[32].
- Lundi 22 août : Jack Layton, âge de 61 ans, chef de l'opposition officielle du NPD meurt à la suite d'un nouveau cancer. Le drapeau en haut de la tour de la Paix, ainsi que sur les édifices fédéraux à Toronto sont en berne[33].
- Samedi 27 août : les funérailles d'état de Jack Layton sont organisées.

### Septembre 2011
- Jeudi 1er septembre : extinction définitive du signal analogique au profit de la télévision numérique terrestre.

### Octobre 2011
- Lundi 3 octobre :
  - élection générale à l'Île-du-Prince-Édouard;
  - élection générale aux Territoires du Nord-Ouest.
- Mardi 4 octobre : élection générale au Manitoba.
- Jeudi 6 octobre : élection générale en Ontario.
- Vendredi 7 octobre, Alberta : Alison Redford est assermentée première ministre de l'Alberta, avait gagnée son élection à la chefferie progressiste-conservatrice, devient la première femme première ministre en Alberta, et pour la première fois dans l'histoire canadienne que quatre provinces ou territoires sont simultanément femmes première ministre (Jusqu'en Septembre 2012)[34].
- mardi 11 octobre :
  - élection générale au Terre-Neuve-et-Labrador;
  - élection générale au Yukon.
- Jeudi 27 octobre, Colombie-Britannique : un écrasement d'avion s'est produit à l'extérieur de l'Aéroport international de Vancouver après avoir manqué son atterrissage. 11 personnes furent blessés et le pilote est décédé.

### Novembre 2011
- Lundi 7 novembre : 
  - élection générale en Saskatchewan.
  - Défi mondial junior A au Centre d'Événements de Langley à Langley (jusqu'au 13 novembre)

### Décembre 2011
- 1er au 4 décembre : Première coupe du monde de roller derby féminin à Toronto en Ontario[35]
- 7 au 11 décembre : Finale du Grand Prix ISU 2011-2012 au Pavillon de la Jeunesse à Québec
- jeudi 15 décembre, Alberta : trois personnes, dont deux membres de l'équipe du Baseball Lethbridge Bulls (en), sont décédées par balles dans un triple meurtre-suicide au nord de Claresholm, la 4e a survécu[36].
- 26 décembre (jusqu'au 5 janvier 2012) : Championnat du monde junior de hockey sur glace 2012 à Calgary et Edmonton.

## À surveiller
- Championnats du monde toutes épreuves de patinage de vitesse à Calgary

## Naissance en 2011
- x

## Décès en 2011

### Janvier
- Samedi 1er janvier :
  - Bernard Cloutier, ingénieur chimiste et administrateur québécois, fondateur (en 2004) de l'Association humaniste du Québec.
  - Bruce Halliday (en), physicien et député de la circonscription fédérale Oxford (1974-1993).
- samedi 8 janvier : Peter Donaldson (en), acteur.
- Jeudi 13 janvier : Alex Kirst (en), batteur de Iggy Pop et Les Nymphs (en).
- Lundi 17 janvier :
  - Robert W. Mackenzie (en), homme politique.
  - Keith Davey (en), homme politique et organisateur campagne.
- Mardi 18 janvier : Antonín Kubálek, pianiste.
- Mercredi 19 janvier :
  - Jose Kusugak (en), chef et homme politique inuit.
  - Ernest McCulloch, professeur-chercheur et codécouvreur avec James Till, des cellules souches, en 1961.
- Vendredi 21 janvier : Herb Gray (en), joueur de football (Blue Bombers de Winnipeg).
- samedi 22 janvier
  - Lois Smith, danseuse (Ballet national du Canada).
  - René Piché (en), homme politique.
- lundi 24 janvier
  - Jack Matheson (en), journaliste des sports.
  - Basil Heath (en), acteur, cascadeur et chef des tribus Mohawks.
- vendredi 28 janvier : Megan McNeil (en), chanteuse.

### Février
- mercredi 2 février : Eric Nicol, écrivain.
- jeudi 10 février  : Fred Speck (en), joueur de hockey sur glace.
- vendredi 18 février : Cayle Chernin (en), actrice.
- mardi 22 février : Jud McAtee (en), joueur de hockey sur glace.
- jeudi 24 février : Robert Reguly (en), journaliste du Toronto Star.
- Dimanche 27 février  : A. Frank Willis, chanteur folk.
- Lundi 28 février : Allan Williams, vérificateur général de la Colombie-Britannique.

### Mars
- Jeudi 3 mars : James Travers (en), journaliste du Toronto Star.
- Mardi 8 mars : Bronko Nagurski Junior (en), joueur de football (Tiger-Cats de Hamilton).
- Jeudi 10 mars : Nick Harbaruk (en), joueur de hockey sur glace.
- Vendredi 11 mars : Donny George Youkhanna, archéologue, anthropologue et auteur.
- Samedi 12 mars
  - Olive Dickason, historien et auteur.
  - Donald Brenner (en), juge à la Cour Suprême de la Colombie-Britannique.
- Lundi 14 mars
  - Bruce Campbell (en), homme politique.
  - Gordon Alan Marlatt (en), professeur
  - Larry Zolf (en), journaliste.
- vendredi 18 mars : Kirk Wipper (en), professeur et fondateur du musée canadien du canot.
- Mercredi 23 mars : Frank Howard, homme politique.
- jeudi 24 mars : Dudley Laws (en), homme politique.
- Samedi 26 mars : Roger Abbott, acteur et producteur.
- mardi 29 mars : Neil Reimer (en), ancien chef du Nouveau Parti démocratique de l'Alberta (1962-1968).

### Avril
- samedi 2 avril : James McNulty (en), député de la circonscription fédérale de Lincoln (1962-1968) et de St. Catharines (1968-1972).
- Dimanche 3 avril :
  - Mandi Schwartz (en), joueur collégienne de hockey sur glace.
  - John A. Tory (en), avocat et incorporé exécutif.
- lundi 4 avril : Wayne Robson, acteur.
- mercredi 6 avril : John Bottomley (en), auteur-compositeur-interprète.
- Jeudi 7 avril : E. J. McGuire (en), entraîneur de hockey sur glace et scout.
- jeudi 14 avril : Jean Gratton, évêque catholique de Mont-Laurier (1978-2001).
- Vendredi 15 avril : Reno Bertoia (en), joueur de baseball (Tigers de Détroit) d'origine italienne.
- samedi 16 avril :
  - Allan Blakeney, premier ministre de la Saskatchewan (1971-1982).
  - Serge LeClerc (en), ex-criminel et ancien homme politique.
- dimanche 17 avril : Victor Ward (en), pilote et survivant de Springhill mining disaster (en).
- jeudi 21 avril : Ken Kostick (en), cuisinier de exposition hôte (Qu'est-ce qu'on mange pour Dîner (en)).

### Mai
- Lundi 2 mai : Danny Kassap (en), coureur d'origine congolaise.
- Samedi 7 mai : Willard Boyle, physicien.
- Dimanche 8 mai : Hilton Rosemarin (en), chef décorateur.
- Vendredi 13 mai :
  - Derek Boogaard, joueur de hockey sur glace.
  - Jack Richardson, producteur de musique.
- Mercredi 18 mai : John Fortino (en), homme d'affaires et fondateur du supermarché Fortinos (en) d'origine italienne.
- Jeudi 19 mai : David H. Kelley, archéologue d'origine américaine.
- Mardi 24 mai : Barry Potomski, joueur de hockey sur glace.

### Juin
- jeudi 2 juin : Joel Rosenberg (en), auteur de science de fiction.
- vendredi 3 juin : Bruce Crozier (en), député de la circonscription ontarienne de Essex-Sud (1993-1999) et de Essex (1999-2011).
- mercredi 8 juin : Paul Massie (en), acteur.
- vendredi 10 juin : Theo Dubois (en), champion d'aviron d'origine belge.
- vendredi 17 juin : Betty Wark (en), militante de la recherche contre le cancer et mère de Terry Fox.
- dimanche 19 juin : John Kerr, Sr. (en), joueur de soccer d'origine écossaise.
- mardi 21 juin : Robert Kroetsch (en), poète et romancier.
- mercredi 22 juin : Harley Hotchkiss (en), homme d'affaires et membre du Temple de la renommée du hockey.
- jeudi 23 juin : Gaye Delorme (en), musicien.
- dimanche 26 juin : Barry Wilkins (en), joueur de hockey sur glace (Canucks de Vancouver).

### Juillet
- lundi 4 juillet : Wes Covington (en), joueur de baseball (Braves d'Atlanta, Athletics de Kansas Ville (en) et Phillies de Philadelphie).
- mardi 5 juillet :
  - Malcolm Forsyth, tromboniste et compositeur.
  - Gordon Tootoosis, acteur et militant.
- mercredi 6 juillet : Steve Cardiff, député de la circonscription yukonnaise de Mount Lorne.
- jeudi 7 juillet :
  - Peter Aucoin (en), professeur de science politique et administration publique de l'Université Dalhousie.
  - Paul-André Crépeau, juriste.
- Vendredi 8 juillet : Aleksis Dreimanis (en), géologue d'origine lettonne.
- Dimanche 10 juillet :
  - Pierrette Alarie, soprano et femme du ténor Léopold Simoneau.
  - Lee Vines (en), acteur et annonceur de télévision (What's My Line?).
- Lundi 18 juillet : Albert Driedger (en), homme politique.
- Mercredi 20 juillet : Gloria Sawai (en), auteur d'origine américaine.
- Jeudi 21 juillet : Elwy Yost (en), écrivain et hôte de télévision.
- Dimanche 24 juillet : Paul Marchand (en), évêque de Timmins (1999-2011).
- mercredi 27 juillet :
  - Wilfred Arsenault (en), député de la circonscription prince-édouardienne Evangeline-Miscouche.
  - Francis John Spence, archevêque de Archidiocèse de Kingston (1982-2002).

### Août
- dimanche 7 août : Jiří Traxler (en), pianiste de jazz d'origine tchèque.
- lundi 8 août : Royal Copeland (en), joueur de football (Argonauts de Toronto).
- mardi 9 août : Wendy Babcock (en), militante.
- vendredi 12 août : Austin-Emile Burke, archevêque de Halifax (1991-1998).
- dimanche 14 août : Shawn Tompkins (en), Kick boxing et Mixed martial arts.
- lundi 15 août : Rick Rypien, joueur de hockey sur glace (Canucks de Vancouver).
- jeudi 18 août : Simon De Jong, peintre, propriétaire de restaurant et député de la circonscription fédérale de Regina-Est (1979-1988) et Regina—Qu'Appelle (1988-1997).
- lundi 22 août : Jack Layton, chef du Nouveau Parti démocratique du Canada.
- mardi 23 août : Georges Lévesque, styliste.
- vendredi 26 août : Aloysius Ambrozic, archevêque de Toronto (1990-2006).
- lundi 29 août : Les Widdifield, scout de hockey (Devils du New Jersey).
- mercredi 31 août :
  - Wade Belak, joueur de hockey (Maple Leafs de Toronto et Predators de Nashville).
  - Robert Muir (en), homme politique, député et sénateur.

### Septembre
- Vendredi 2 septembre : Edgar Benson, homme politique et diplomate.
- mercredi 7 septembre : Brad McCrimmon, joueur professionnel de défenseur de hockey.
- jeudi 8 septembre : Michel Roy, journaliste et diplomate.
- vendredi 9 septembre : William Lesick (en), député de la circonscription fédérale de Edmonton-Est (1984-1988).
- samedi 10 septembre : Cecil Marshall (en), joueur de cricket d'origine Trinidad.
- mercredi 14 septembre : Buddy Tinsley (en), joueur de football (Blue Bombers de Winnipeg) d'origine américaine.
- jeudi 15 septembre
  - Frances Bay, actrice, mort à Tarzana en Californie.
  - Mo Rothman (en)
- vendredi 16 septembre : Roger Bélanger, joueur de hockey sur glace.
- mardi 28 septembre : Joseph Maraachli,
- jeudi 30 septembre : Clifford Olson, tueur en série.